# Influências em Karl Marx
As Influências em Karl Marx são geralmente pensadas em terem se derivado de três fontes: filosofia idealista alemã, socialismo francês e economia política inglesa e escocesa.

## Filosofia alemã

### Immanuel Kant
Acredita-se que Immanuel Kant teve a maior influência de qualquer filósofo dos tempos modernos. A filosofia kantiana foi a base sobre a qual a estrutura do Marxismo foi construída—, particularmente, tal como foi desenvolvida por Hegel. O método dialéctico de Hegel, que foi retomado por Karl Marx, era uma extensão do método de raciocínio por "antinomias" que Kant havia utilizado.

### G. W. F. Hegel
G. W. F. Hegel, no período da sua morte, foi o mais destacado filósofo na Alemanha. Seus pontos de vista foram amplamente ensinadas, e seus alunos foram altamente reconhecidos. Seus seguidores logo dividiram-se em Hegelianos de direita e esquerda. Teologicamente e politicamente os Hegelianos de direita tinham uma interpretação conservadora de sua obra. Eles enfatizaram a compatibilidade entre a filosofia de Hegel e o Cristianismo. Politicamente, eles eram ortodoxos. Os Hegelianos de esquerda eventualmente mudaram-se para uma posição ateísta. Na política, muitos deles tornaram-se revolucionários. Esse grupo historicamente importante de esquerda, incluía: Ludwig Feuerbach, Bruno Bauer, Friedrich Engelse e Marx. Eles foram muitas vezes referidos como os Jovens Hegelianos.
A visão da história de Marx, que passou a ser chamada de materialismo histórico, certamente é influenciada pela afirmação de Hegel de que a realidade (e a história) deve ser vista dialeticamente. Hegel acreditava que a direção da história humana se caracteriza no movimento do fragmentado para o completo e real (que também era um movimento para uma maior e maior racionalidade). Às vezes, explicou Hegel, esse desdobramento progressivo do absoluto envolve acréscimo gradual e evolutivo, mas, em outros momentos, requer saltos descontínuos e revolucionários - convulsões episódicas contra o status quo existente. Por exemplo, Hegel se opôs fortemente à escravidão nos Estados Unidos durante sua vida e ele imaginou um momento em que as nações cristãs a eliminariam radicalmente de sua civilização.

Enquanto Marx aceitou essa concepção ampla da história, Hegel era um idealista, e Marx procurou reescrever a dialética em termos materialistas. Ele resumiu o aspecto materialista de sua teoria da história no prefácio de 1859 para a Contribuição para a Crítica da Economia Política:
Na produção social de sua existência, os homens inevitavelmente entram em relações definitivas, que são independentes de sua vontade, ou seja, relações de produção apropriadas para uma determinada etapa no desenvolvimento de suas forças materiais de produção. A totalidade dessas relações de produção constitui a estrutura econômica da sociedade, o fundamento real, sobre o qual surge uma superestrutura jurídica e política e a qual correspondem formas definidas de consciência social.O modo de produção da vida material condiciona o processo geral da vida social, política e intelectual. Não é a consciência dos homens que determina a sua existência, mas a sua existência social que determina sua consciência.
Nesta breve divulgação de suas idéias, Marx enfatizou que o desenvolvimento social surgiu das contradições inerentes na vida material e na superestrutura social. Essa noção é muitas vezes entendida como uma simples narrativa histórica: o comunismo primitivo se desenvolveu em estados escravos. Os Estados escravos se desenvolveram em sociedades feudais. Essas sociedades, por sua vez, se tornaram estados capitalistas e esses estados seriam derrubados pela parte autoconsciente de sua classe trabalhadora ou proletariado, criando as condições para o socialismo e, ultimamente, uma forma de comunismo superior àquela com a qual todo o processo começasse. Marx ilustrou suas ideias de forma mais proeminente pelo desenvolvimento do capitalismo a partir do feudalismo, e pela previsão do desenvolvimento do comunismo do capitalismo.

### Ludwig Feuerbach
Ludwig Feuerbach foi um filósofo alemão e antropólogo. Feuerbach propôs que as pessoas deveriam interpretar o pensamento social e político como sua base e suas necessidades materiais. Ele considerou que um indivíduo é o produto de seu ambiente, que toda a consciência de uma pessoa é o resultado da interação dos órgãos sensoriais e do mundo externo. Marx (e Engels) viu em Feuerbach a ênfase nas pessoas e nas necessidades humanas, um movimento em direção a uma interpretação materialista da sociedade. 
Em A Essência do Cristianismo, Feuerbach argumenta que Deus é realmente uma criação do homem e que as qualidades que as pessoas atributem a Deus são realmente qualidades de humanidade. Por isso, Marx argumentou que é o mundo material que é real e que nossas ideias são consequências, e não causas, do mundo. Assim, como Hegel e outros filósofos, Marx distingue entre as aparências e a realidade. No entanto, ele não acreditou que o mundo material esconde de nós o mundo "real" do ideal; Pelo contrário, ele pensou que a ideologia historicamente e socialmente específica impediu as pessoas de ver claramente as condições materiais de suas vidas.

O que distinguiu Marx de Feuerbach foi sua visão do humanismo de Feuerbach como excessivamente abstrato e, portanto, não menos a-histórica e idealista do que o que pretendia substituir, isto é, a noção reificada de Deus encontrada no cristianismo institucional que legitimava o poder repressivo do Estado prussiano.  Em vez disso, Marx aspirava a dar prioridade ontológica ao que ele chamou de "processo da vida real" de seres humanos reais, como ele e Engels disseram em A Ideologia alemã (1846):
Em contraste direto com a filosofia alemã, que desce do céu para a terra, aqui nós ascendemos da terra ao céu. Ou seja, não partimos do que os homens dizem, imaginam, concebem, nem dos homens como narrados, pensados, imaginados, concebidos, para chegar aos homens na carne. Nós partimos de homens reais e ativos e, com base em seu processo de vida real, demonstramos o desenvolvimento dos reflexos ideológicos e dos ecos desse processo de vida. Os fantasmas formados no cérebro humano também são, necessariamente, sublimam seu processo de vida material, que é empiricamente verificável e vinculado a premissas materiais. Moralidade, religião, metafísica, todo o resto da ideologia e suas correspondentes formas de consciência, deixando de reter a aparência da independência. Eles não têm história, nenhum desenvolvimento; Mas os homens, desenvolvendo sua produção material e sua relação material, alteram, juntamente com isso, sua existência real, seu pensamento e os produtos de seus pensamentos. A vida não é determinada pela consciência, mas a consciência pela vida.
Além disso, em suas Teses sobre Feuerbach (1844), ele escreve que "os filósofos apenas interpretaram o mundo, de várias maneiras, o ponto é mudá-lo". Essa oposição entre, em primeiro lugar, várias interpretações subjetivas dadas pelos filósofos, que podem ser, em certo sentido, comparadas com Weltanschauung, destinadas a legitimar o atual estado de coisas e, em segundo lugar, a transformação efetiva do mundo através da práxis, que combina a teoria e a prática de forma materialista, é o que distingue os "filósofos marxistas" dos demais filósofos. De fato, a ruptura de Marx com o idealismo alemão envolve uma nova definição de filosofia; Louis Althusser, fundador do "Marxismo Estrutural" na década de 1960, define-a como "a luta de classes na teoria". 
O movimento de Marx afastado da filosofia da universidade e para o movimento dos trabalhadores está, portanto, inextricavelmente ligado à sua ruptura com os escritos anteriores, o que levou os comentaristas marxistas a falar de um  "jovem Marx" e o "Marx maduro", embora a natureza desta diferença apresente problemas. Um ano antes das Revoluções de 1848, Marx e Engels, escreveram: O Manifesto Comunista, que foi preparado para uma iminente revolução, e terminou com o famoso grito: "Proletários de todos os países, uni-vos!". No entanto, o pensamento de Marx mudou novamente após o golpe de Estado de Luís-Napoleão Bonaparte, em 2 de dezembro de 1851, que pôs fim à Segunda República francesa e criou o Segundo Império que durou até a Guerra Franco-Prussiana durante a década de 1870. Marx, assim, modificou a sua teoria da alienação exposta nos  Manuscritos Econômicos e Filosóficos  de 1844, até o momento em que ele formou a sua teoria sobre o fetichismo de mercadorias, exposto no primeiro capítulo do primeiro livro de Das Kapital (1867). Esse abandono da sua teoria da alienação seria amplamente discutido, vários teóricos Marxistas, incluindo Humanistas Marxistas, tais como a Escola práxis, voltariam para ele. Outros, como Althusser, afirmam que a "ruptura epistemológica" entre o "jovem Marx" e o "Marx maduro" foi tal, que nenhuma comparação pode ser feita entre ambas as obras, o que representa uma mudança para uma "teoria científica" da sociedade.

### A ruptura com o idealismo alemão e os jovens hegelianos
Marx não estudou diretamente com Hegel, mas depois que Hegel morreu, Marx estudou sob um dos alunos de Hegel, Bruno Bauer, um líder do círculo de Jovens Hegelianos a quem Marx atribuía-se. No entanto, Marx e Engels chegaram a discordar de Bruno Bauer e do resto dos jovens hegelianos sobre o socialismo e também sobre o uso da dialética de Hegel. A partir de 1841, o jovem Marx rompeu progressivamente com idealismo alemão e os jovens hegelianos. Junto com Engels, que observou o movimento cartista no Reino Unido, ele cortou com ambiente em que cresceu e encontrou o proletariado na França e na Alemanha.
Ele então escreveu uma crítica mordaz sobre os jovens hegelianos em dois livros, "A Sagrada Família" (1845) e
A Ideologia Alemã (1845), Em que ele criticou não só Bauer, mas também O Único e a Sua Propriedade de Max Stirner  (1844), considerado um dos livros fundadores do anarquismo individualista. Max Stirner afirmou que todos os ideais eram inerentemente alienantes, e que substituir Deus pela Humanidade, como fez  Ludwig Feuerbach em A Essência do Cristianismo (1841), não era suficiente. De acordo com Stirner, quaisquer ideais, Deus, a Humanidade, a  Nação, ou mesmo a Revolução alienam o "Ego". Marx também criticou Proudhon, que se tornou famoso com seu grito "Propriedade é roubo!", em A miséria da filosofia (1845).
Os primeiros escritos de Marx são, portanto, uma resposta para Hegel, o idealismo alemão e uma ruptura com o resto dos jovens hegelianos. Marx, "manteve Hegel em sua cabeça", em sua própria visão de sua função, transformando a dialética idealista em uma questão materialista, ao propor que as circunstâncias materiais moldassem ideias e não o contrário. Nesse sentido, Marx seguiu a liderança de Feuerbach. Sua teoria da alienação, desenvolvida nos Manuscritos Econômicos e Filosóficos de 1844 (publicados em 1932), inspirou-se da crítica de Feuerbach à alienação do Homem em Deus através da objetivação de todas as suas características inerentes (assim, o homem projeta em Deus todas as qualidades que são de fato, a própria qualidade do homem que define a "natureza humana"). Mas Marx também criticou Feuerbach por ser insuficientemente materialista, como o próprio Stirner havia apontado e explicou que a alienação descrita pelos jovens hegelianos era, de fato, o resultado da estrutura da própria economia. Além disso, Ele criticou a concepção de Feuerbach da natureza humana em sua sexta tese sobre Feuerbach como um "tipo" abstrato que se encarna em cada indivíduo singular: "Feuerbach resolve a essência da  religião na essência do homem (menschliche Wesen, natureza humana). Mas a essência do homem não é uma abstração inerente a cada indivíduo. Na realidade, é o conjunto das relações sociais "Por conseguinte, em vez de se fundar no singular, sujeito individual concreto, da filosofia clássica, incluindo o contratualismo (Hobbes, Locke and Rousseau) mas também na economia política, Marx começou com a totalidade das relações sociais: trabalho, linguagem e tudo o que constitui nossa existência humana. Ele afirmou que o individualismo era uma essência resultante do fetichismo ou da alienação da mercadoria. Embora alguns críticos tenham afirmado que isso significava que Marx aplicava um determinismo social estrito  que destruiu a possibilidade do livre arbítrio, a filosofia de Marx de modo algum pode ser reduzida a tal determinismo, como a própria trajetória pessoal é clara.
Em 1844-5, quando Marx estava começando a escrever sobre Hegel e os Jovens Hegelianos em seus escritos, ele criticou os Jovens Hegelianos por limitar o horizonte de sua crítica à religião e não abordar a crítica do Estado e da sociedade civil como primordial. Na verdade, em 1844, pelo olhar dos escritos de Marx naquele período (o mais famoso dos quais são os "Manuscritos Econômicos e Filosóficos de 1844", Um texto que explicitamente elaborou sua teoria da alienação), o pensamento de Marx poderia ter tomado pelo menos três cursos possíveis: o estudo do direito, da religião e do estado; o estudo da filosofia natural; e o estudo da economia política. Ele escolheu o último como o foco predominante de seus estudos para o resto de sua vida, em grande parte por sua experiência anterior como editor do jornal Rheinische Zeitung cujas páginas ele lutou pela liberdade de expressão contra a censura prussiana e fez uma defesa legal bastante idealista para o direito costumeiro dos camponeses de Mosela de colecionar madeira na floresta (esse direito estava sendo criminalizado e privatizado pelo estado). Foi a incapacidade de Marx penetrar sob a superfície legal e polêmica da última questão às suas raízes materialistas, econômicas e sociais que o levaram a estudar criticamente a economia política.

## Economia política inglesa e escocesa
A economia política é anterior à divisão do século XX das duas disciplinas da política e da economia, tratando as relações sociais e as relações econômicas como entrelaçadas. Marx construiu e criticou os economistas políticos mais conhecidos de sua época, os economistas políticos clássicos britânicos.

### Adam Smith e David Ricardo
De Adam Smith veio a ideia de que os terrenos da propriedade são trabalho.
Marx criticou Smith e Ricardo por não terem percebido que seus conceitos econômicos refletiam especificamente instituições capitalistas, não propriedades naturais inatas da sociedade humana e não podiam ser aplicadas inalteradas a todas as sociedades. Ele propôs uma correlação sistemática entre valores trabalhistas e preços monetários. Ele afirmou que a fonte de lucros sob o capitalismo é valor agregado por trabalhadores não pagos em salários. Este mecanismo operou através da distinção entre "força de trabalho", que os trabalhadores trocaram livremente por seus salários e "trabalho", sobre os quais os capitalistas detentores de ativos ganharam assim o controle.
Essa distinção prática e teórica foi a visão primordial de Marx e permitiu que ele desenvolvesse o conceito de "valor excedente", que distinguia suas obras de Adam Smith e David Ricardo. Os trabalhadores criam valor suficiente durante um curto período do dia útil para pagar seus salários nesse dia (trabalho necessário); No entanto, eles continuam a trabalhar por mais algumas horas e continuam a criar valor (mão-de-obra excedente). Este valor não é devolvido a eles, mas apropriado pelos capitalistas. Assim, não é a classe dominante capitalista que cria riqueza, mas os trabalhadores, os capitalistas que se apropriam dessa riqueza para si mesmos. (Alguns dos insights de Marx foram vistos em uma forma rudimentar pela escola "socialista ricardiana"). Ele desenvolveu essa teoria da exploração no Capital: uma crítica da economia política, uma investigação "dialética" sobre as formas que as relações de valor tomam.
A teoria de Marx dos ciclos econômicos; de crescimento econômico e desenvolvimento, especialmente em dois modelos setoriais; e da taxa de lucro decrescente, ou da teoria da crise, são outros elementos importantes da economia política de Marx. Marx, mais tarde, tentou diversas vezes realizar investigações econométricas de suas idéias, mas as técnicas estatísticas necessárias de Contabilidade nacional só surgiram no século seguinte. Em qualquer caso, tornou-se difícil adaptar os conceitos econômicos de Marx, que se referem a relações sociais, a estoques e fluxos agregados mensuráveis. Nas últimas décadas, no entanto, surgiu uma escola "quantitativa" de economistas marxistas. Embora seja impossível encontrar medidas exatas das variáveis de Marx a partir de dados de preços, são possíveis aproximações de tendências básicas.

## O socialismo francês

### Jean-Jacques Rousseau
Rousseau foi um dos primeiros escritores modernos a atacar seriamente a instituição da propriedade privada e, por isso, às vezes é considerado um antecessor do socialismo e do comunismo modernos, embora Marx raramente menciona Rousseau em seus escritos. Ele argumentou que o objetivo do governo deveria ser assegurar liberdade, igualdade e justiça para todos dentro do estado, independentemente da vontade da maioria. De Jean-Jacques Rousseau veio a ideia da democracia igualitária.

### Charles Fourier e Henri de Saint-Simon
Em 1833, a França estava passando por uma série de problemas sociais decorrentes da Revolução Industrial. Uma série de planos abrangentes de reforma foram desenvolvidos por pensadores à esquerda. Entre os mais grandiosos estavam os planos de Charles Fourier e os seguidores de Saint-Simon. Fourier queria substituir cidades modernas por comunidades utópicas, enquanto os santo simonianos defendiam a direção da economia, manipulando o crédito. Embora esses programas não tenham muito apoio, eles expandiram a imaginação política e social de seus contemporâneos, incluindo Marx.

### Pierre-Joseph Proudhon
Pierre-Joseph Proudhon Participou do levantamento de fevereiro de 1848 e da composição do que chamou de "a primeira proclamação republicana" da nova república. Mas ele tinha dúvidas sobre o novo governo porque estava buscando uma reforma política à custa da reforma socioeconômica, que Proudhon considerava básica. Proudhon publicou sua própria perspectiva de reforma, Solution du problème social, na qual apresentou um programa de cooperação financeira mútua entre os trabalhadores. Ele acreditava que isso transferiria o controle das relações econômicas dos capitalistas e dos financiadores para os trabalhadores. Foi o livro de Proudhon O Que É a Propriedade? que convenceu o jovem Karl Marx de que a propriedade privada deveria ser abolida. 
Em uma de suas primeiras obras, a Sagrada Família, Marx disse: "Não só Proudhon escreve no interesse dos proletários, ele mesmo é um proletário, um trabalhador. Seu trabalho é um manifesto científico do proletariado francês". Marx, no entanto, discordou do anarquismo de Proudhon e depois publicou críticas viciosas contra Proudhon. Marx escreveu The Poverty of Philosophy como uma refutação da Filosofia da Pobreza de Proudhon. Em seu socialismo, Proudhon foi seguido por Mikhail Bakunin. Após a morte de Bakunin, seu socialismo libertário divergiu com o comunismo anarquista e o anarquismo coletivista, com defensores notáveis como Peter Kropotkin e Joseph Déjacque.

## Outras influências

### Engels
A revisão de Marx do hegelianismo também foi influenciada pelo livro de Engels, "A condição da classe trabalhadora" na Inglaterra em 1844, o que levou Marx a conceber a dialética histórica em termos de conflito de classes e ver a classe trabalhadora moderna como a Força progressiva para a revolução. Posteriormente Engels e Marx trabalharam juntos para o resto da vida de Marx, de modo que as obras coletadas de Marx e Engels são geralmente publicadas juntas, quase como se fossem a saída de uma pessoa. Publicações importantes, como a ideologia alemã e o manifesto comunista, foram esforços conjuntos. Engels diz: "Não posso negar que, antes e durante a minha colaboração de 40 anos com Marx, tive uma certa participação independente em estabelecer as bases da teoria e, mais particularmente, na sua elaboração". Mas ele acrescenta

Mas a maior parte de seus principais princípios básicos, especialmente no domínio da economia e da história, e, acima de tudo, sua formulação final, pertence a Marx. O que eu contribui - de qualquer forma, com exceção do meu trabalho em alguns campos especiais - Marx poderia muito bem ter feito sem mim. O que Marx realizou eu não teria alcançado. Marx ficou mais alto, viu mais e teve uma visão mais ampla e rápida do que todos os outros. Marx era um gênio; Nós outros, no melhor, somos talentosos. Sem ele, a teoria não seria, de longe, o que é hoje. Por isso, com razão, ele denomina seu nome. (Frederick Engels, Ludwig Feuerbach e o fim da filosofia alemã clássica, parte 4: Marx)

### Charles Darwin
No final de novembro de 1859, Friedrich Engels adquiriu uma das primeiras 1.250 cópias de a origem das espécies de Charles Darwin e, em seguida, enviou uma carta a Karl Marx dizendo: "Darwin, a propósito, quem estou lendo agora, é absolutamente esplêndido". No ano seguinte, Marx escreveu de volta ao colega dizendo que este livro continha o fundamento da história natural do ponto de vista do materialismo histórico:

Nas últimas quatro semanas, li todas as coisas. Entre outros, o livro de Darwin sobre seleção natural. Embora seja desenvolvido no estilo inglês bruto, este é o livro que contém a base sobre a história natural para nossa visão.— Marx; 19 de Dezembro de 1860.
No próximo mês, Marx escreveu ao seu amigo Ferdinand Lassalle: 
O trabalho de Darwin é o mais importante e se adequa ao meu propósito, pois fornece uma base na ciência natural para a luta de classes histórica.— Marx; 16 de Janeiro de 1861
Em junho de 1862, Marx já havia lido novamente A Origem, encontrando uma conexão entre o trabalho de Thomas Robert Malthus e as ideias de Darwin:
Estou intrigado com Darwin, em quem eu olhei novamente, quando ele diz que ele aplica a teoria "malthusiana" também às plantas e aos animais.— Marx; 18 de Junho de 1862, em uma carta para Engels
Em 1863, ele citou Darwin novamente, dentro de sua Teoria da mais valia (2: 121), dizendo que "Em sua obra esplêndida, Darwin não percebeu que ao descobrir a "progressão geométrica" no reino animal e vegetal, ele derrubou a teoria de Malthus."
Tendo lido sobre a evolução darwiniana junto com Marx, o comunista alemão Wilhelm Liebknecht disse mais tarde: "quando Darwin tirou as conclusões de seu trabalho de pesquisa e as levou ao conhecimento do público, não falamos mais nada há meses, mas Darwin e o enorme significado de suas descobertas científicas ". O historiador Richard Weikart aponta que Marx começou a participar de "uma série de palestras de Thomas Henry Huxley sobre a evolução". Apesar disso, Darwin ignorou sumáriamente a obra de Marx.
Em agosto de 1866, em outra carta a Engels, Marx referiu-se à obra de Pierre Trémaux Origine et transformations de l'homme et des autres êtres  (1865), como "um avanço muito importante sobre Darwin". Ele foi mais longe ao afirmar que "em sua aplicação histórica e política", o livro era "muito mais importante e abundante do que Darwin".
Embora não haja menção de Darwin no Manifesto Comunista (publicado 11 anos antes da Origem das Espécies), Marx inclui duas referências explícitas a Darwin e a evolução na segunda edição de Das Kapital, em duas notas de rodapé, onde ele relaciona a teoria de Darwin com sua opinião sobre o desenvolvimento da produção e tecnologia. No Volume I, Capítulo 14: "The Detail Laborer and his implements", Secção 2, ele se referiu à Origem de Darwin como um "trabalho de criação de época" enquanto no capítulo 15, seção I, ele assumiu a comparação de órgãos de plantas com animais e ferramentas.
Em uma revisão do livro do primeiro volume de Das Kapital, Friedrich Engels escreveu que Marx estava "simplesmente tentando estabelecer o mesmo processo gradual de transformação demonstrado por Darwin na história natural como uma lei no campo social".  Nesta linha de pensamento, vários autores, como William F. O'Neill, viram que "Marx descreve a história como um Darwinismo social, uma "sobrevivência do mais apto" dominado pelo conflito entre as diferentes classes sociais " e prosseguir para um futuro em que o conflito social acabará por desaparecer em uma "sociedade sem classes", enquanto alguns marxistas tentam dissociar Marx do darwinismo social.
No entanto, é evidente que Marx teve um forte gosto pela teoria de Darwin e uma influência clara sobre o pensamento. Além disso, quando foi publicada a segunda edição alemã do Capital, (dois anos após a publicação de Darwin de A Descendência do homem)), Marx enviou a Darwin uma cópia de seu livro, com as palavras:
Sr. Charles DarwinPor parte de seu sincero admirador(Assinado) Karl Marx.— Londres, 16 de Junho de 1873
Darwin escreveu de volta a Marx em outubro, agradecendo por ter enviado seu trabalho e dizendo: "Acredito que ambos desejamos sinceramente a extensão do conhecimento".
Segundo o estudioso Paul Heyer, "Marx acreditava que Darwin forneceu uma perspectiva materialista compatível com a sua própria", embora seja aplicada em outro contexto; enquanto Alexander Vucinich, em seu livro "Darwin no pensamento russo" (1989), afirma que "Engels concedeu crédito a Marx para ampliar a teoria de Darwin ao estudo da dinâmica interna e da mudança na sociedade humana".

### Materialismo antigo
Marx foi influenciado pelo materialismo antigo, especialmente Epicuro (a quem Marx dedicou sua tese, "Diferença da filosofia natural entre Demócrito e Epicuro", 1841) pelo seu materialismo e teoria de Clinâmen que abriram um reino de liberdade.

### Lewis Morgan
Marx inspirou Lewis H. Morgan e sua teoria da evolução social. Ele escreveu uma coleção de cadernos a partir de sua leitura de Lewis Morgan, mas eles são considerados bastante obscuros e apenas disponíveis em edições acadêmicas.